# Salle du Manège
Pour les articles homonymes, voir Manège.

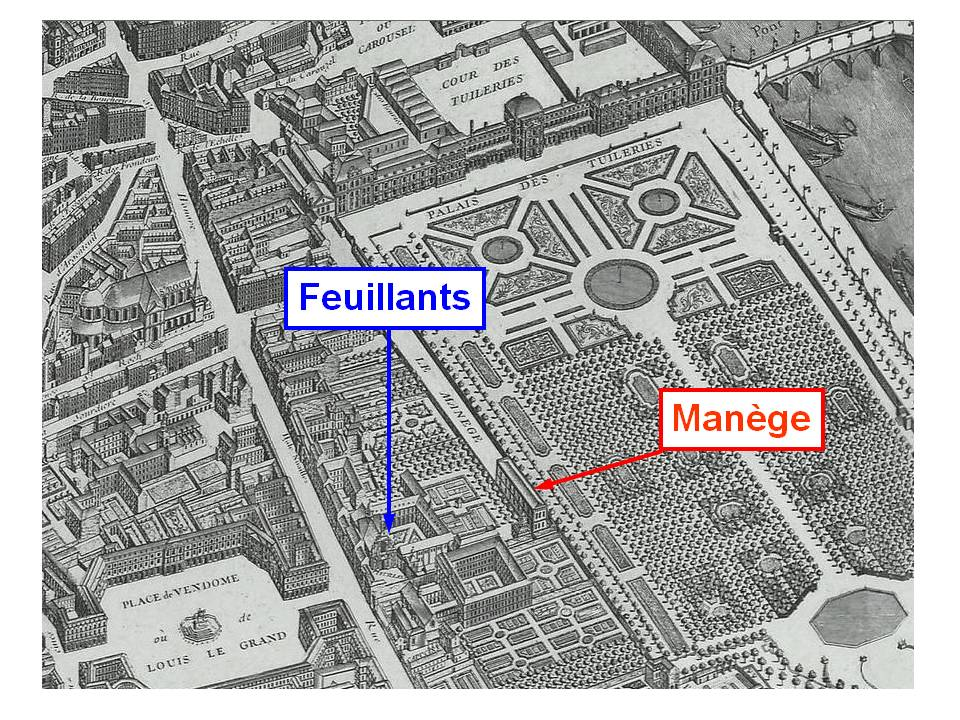
La salle du Manège sur le plan de Turgot (1739).

La salle du Manège, au jardin des Tuileries à Paris, a été le lieu de réunion des assemblées parlementaires (la Constituante, la Législative, la Convention, les Cinq-Cents) pendant la Révolution française de 1789 à 1798. Louis XVI y a été jugé et condamné à mort du 10 au 26 décembre 1792.

## Le manège des Tuileries

### Le bâtiment
Le bâtiment du manège couvert est érigé à l’extrémité ouest de la carrière de l’écurie des Tuileries en 1721 pour la formation à l’équitation du jeune Louis XV. La salle en forme de parallélogramme mesure 51 m de long, environ 14 m de large, 9 m de haut. Elle est éclairée par 6 croisées de chaque côté, large chacune d'environ 1,4 m. Une galerie court le long des côtés.

### L'académie d'équitation
En 1594, Antoine de Pluvinel, premier écuyer ordinaire d'Henri III et nommé ensuite par son successeur Henri IV à la tête des Grandes Écuries, reçut l'autorisation de fonder sa propre académie dans un terrain ouvert appelé 'le manège' (mais etant une carriere) à côté du jardin des Tuileries. D'illustres élèves suivirent les cours d'instruction équestre, parmi eux le dauphin, futur Louis XIII, Armand Duplessis, futur duc de Richelieu, le chevalier de Vendôme, Louis de Bourbon, Henri de Lorraine, etc.. On voit ce terrain sur la carte de Merian de 1615.
La mort de Pluvinel laissa le lieu à l'abandon. Pour Louis XV, qui habita le palais des Tuileries jusqu'à sa douzième année, on confia en 1720 à l'architecte Robert de Cotte la construction d'un manège, profitant de la proximité de l'hôtel des Grandes-Écuries du Roi,,, afin de parfaire son éducation équestre. Il s'élevait à l'extrémité de la carrière, un long terrain entre le couvent des Feuillants et la Terrasse de même nom qui longeait les jardins. On retrouva lors des travaux les vestiges d'un aqueduc, construit en 1564 par Catherine de Médicis, qui amenait l'eau de source des coteaux de Saint-Cloud jusqu'aux Tuileries, et les restes d'une grotte pittoresque en coquillages qui avait été créée, plus tard, par Gaston d'Orléans,.
Lorsque le jeune souverain partit à son tour pour Versailles deux ans plus tard, l'édifice fut destiné à l'éducation hippique de jeunes gentilshommes qui y apprenaient aussi la danse, l'escrime, le dessin et les mathématiques,. Il fut aussi utilisé comme garde-meuble dans lequel on entreposa corbillards et autres voitures de deuil,,.
Le manège fut, en 1743, abandonné par le Grand écuyer de France, Charles de Lorraine-Armagnac, à un écuyer ordinaire du roi, François Robichon de La Guérinière, qui y exploita une académie équestre de renom après avoir fait quelques aménagements pour le logement et le service et ajouté quelques constructions dont une écurie de 50 chevaux. Il passa de main en main, moyennant un droit de reprise fixé à 80 000 livres, reposant sur ces ajouts divers qui finissaient par constituer une sorte de propriété privée sur ce qui n’avait jamais cessé d’être, de fait, une propriété de la Couronne de France,,.
C’est à ce titre qu’il fut récupéré, à Jean-Baptiste de Grimoult de Villemotte, par l’Assemblée nationale, qui l’expulsa sans indemnités malgré ses vives protestations et la présentation des justificatifs des frais engagés lorsqu’il avait pris possession des lieux,,. Ce dernier dirigeait l’Académie depuis 1777 avec son frère cadet Henri-Charles. Elle comptait alors une quarantaine d'élèves dont la moitié de pensionnaires. Anne-Antoine Robichon de La Guérinière avait repris la succession à la mort de son père en 1751 en subordination de son beau-frère, François-Ignace de Croissy qui n’avait pas les capacités nécessaires pour remplacer son maître. Lorsque ce dernier partit à l’étranger en 1758, il laissa le manège périclitant au chevalier Jacques-Philippe Dugard, descendant d’une longue lignée d’écuyers du Roi, qui dirigeait déjà celui de la rue de l’Université,, et qui, en 1767, céda l’Académie à son neveu Louis Dugard.

## Avant l'installation de l'assemblée nationale

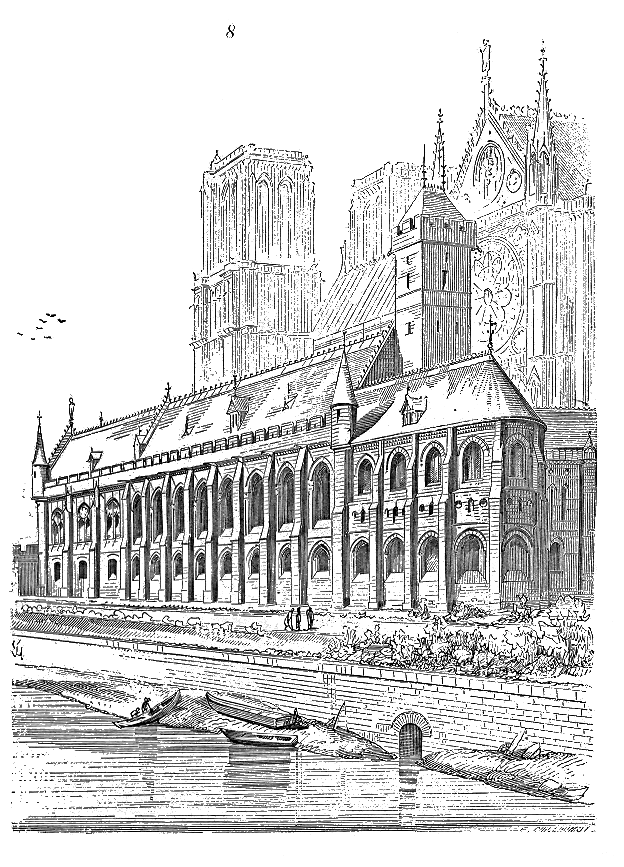
Représentation par Viollet-le-Duc du palais de l'Archevêché de Paris qui accueillit provisoirement les séances de l'Assemblée nationale du 19 octobre au 9 novembre 1789 (In Dictionnaire raisonné de l’architecture française du).

Les 5 et 6 octobre 1789, des milliers de femmes parisiennes marchèrent sur Versailles et envahirent le château. Le Roi et sa famille n'eurent pas d'autre choix que de se soumettre à l'injonction de la foule et durent immédiatement s'installer à Paris, au palais des Tuileries. L'Assemblée nationale siégeant à Versailles se déclara inséparable du Roi, encore dépositaire du pouvoir légitime, et décréta le principe de son transfert à Paris « au plus près de sa personne ».
Une commission de six membres fut désignée dans la séance du matin du 9 octobre 1789,, afin de trouver un local adapté à la tenue de ses séances : elle était composée de Guillotin, député du Tiers-État de Paris et ses faubourgs, en tant que médecin et hygiéniste, Vignerot du Plessis, duc d'Aiguillon, député de la noblesse d'Agen, Colbert de Seigneley, évêque et député de Rodez, La Poule, député de Besançon, Gouy d'Arsy, député de Saint-Domingue, et Lepeletier de Saint-Fargeau, député de la noblesse de Paris,.
L'objectif était de trouver une  salle assez vaste pour accueillir l'ensemble des 1 318 députés des États Généraux,.
La commission visita plus d'une vingtaine d'établissements afin d'en apprécier la capacité : le Panthéon d'hiver, le Val-de-Grâce, les Invalides, la Sorbonne, la Galerie du Louvre, le Salon des tableaux du Louvre, l’École de chirurgie, la Halle aux blés, la Halle aux Draps, le Wauxhall d'été, la Bibliothèque, l’Assomption, l’Église des Augustins, l'église des Théatins le Cirque du Palais-Royal, l'abbaye de Saint-Germain-des-Prés, l'Oratoire, l'église Sainte-Geneviève, l'Opéra de la porte Saint-Martin, la grande salle du Palais, etc.. La plupart de ces salles, et en particulier les églises, souvent de grande hauteur, étaient peu propices à la voix et difficiles à chauffer. Son choix se porta en deux jours sur la salle du Manège des Tuileries et elle désigna l'architecte Pierre-Adrien Pâris afin de procéder aux modifications et aménagements pour permettre l'installation des parlementaires. Celui-ci avait aussi été chargé, le 9 octobre, par le comte de Saint-Priest, ministre de la Maison du Roi, de procéder aux mêmes recherches que la commission nommée par l'Assemblée et, après s'être transporté dans quelques lieux similaires, aboutit à la même conclusion, malgré ses réticences sur les conditions acoustiques d'une salle plus longue de 34 pieds que celle de Versailles.
L'Assemblée fut accueillie provisoirement, le 19 octobre 1789, dans la grande chapelle de l'ordination du palais de l'Archevêché de Paris,, pourtant impropre à la contenir, tant par l'exiguïté du lieu que par son manque d'aération,, même si cette salle était bien connue des députés des trois ordres des deux circonscriptions de la prévôté et vicomté de Paris intra et extra-muros qui y avaient tenu leurs assemblées électorales des États Généraux,.
Il y avait urgence à terminer les travaux d'aménagement de la salle du Manège car, le 26 octobre, une des tribunes installées à l'archevêché s'écroula, blessant quatre députés,. Ils furent conduits par Pierre-François Lardant pour la maçonnerie, Pierre Francastel pour la menuiserie et Jacques Marqueré pour la serrurerie, tous issus des Menus-plaisirs. Évaluées initialement à environ 150 000 livres, les dépenses relatives à l'aménagement de la salle du manège s'élevèrent à 168 152 livres.

## Les Assemblées parlementaires au Manège de 1789 à 1798
Quatre assemblées parlementaires siègent successivement au Manège :
- L'Assemblée constituante du 9 novembre 1789 au 30 septembre 1791 ;
- L'Assemblée législative du 1er octobre 1791 au 20 septembre 1792 ;
- La Convention nationale du 21 septembre 1792 au 9 mai 1793, date à laquelle la Convention se transfère à la salle des Machines du château des Tuileries.
- Deux ans et demi plus tard, le Conseil des Cinq-Cents du 6 brumaire an IV [28 octobre 1795] au 19 fructidor an V [5 septembre 1797] (à la suite du coup d'État du 18 fructidor an V), puis du 21 fructidor an V [7 septembre 1797] au 28 pluviôse an VI [21 janvier 1798], date à laquelle l'Assemblée nationale se transfère définitivement au palais Bourbon où elle siège encore aujourd'hui.

### La salle et ses aménagements
C'est à Pierre-Adrien Pâris, architecte de l'Académie, que revient le soin de dresser les plans de la salle et de surveiller l'exécution des travaux. Suivant les indications générales données par les parlementaires membres de la commission d'installation, Pâris place au milieu de chacun des grands côtés du rectangle les deux tribunes de prise de parole. La tribune du Président de séance adossée au mur du côté de la terrasse des Feuillants domine l'estrade où sont posées, d'après les gravures d'époque, une grande table ovale et quatre chaises pour les députés chargés à tour de rôle du secrétariat de séance. L'orateur leur fait face. Toutes les personnes, non parlementaires, que l'Assemblée souhaite ou accepte d'entendre, pétitionnaires, députations de villes ou de quartiers, témoins, officiers, ministres, le souverain lui-même, prennent la parole "à la barre" sous la tribune de l'orateur. Cette disposition doit permettre à la plus grande partie de l'assistance d'entendre, et si possible de comprendre, les propos du président, des orateurs et des non-parlementaires. D'après les acteurset les témoins de l'époque, cet objectif est loin d'être atteint .

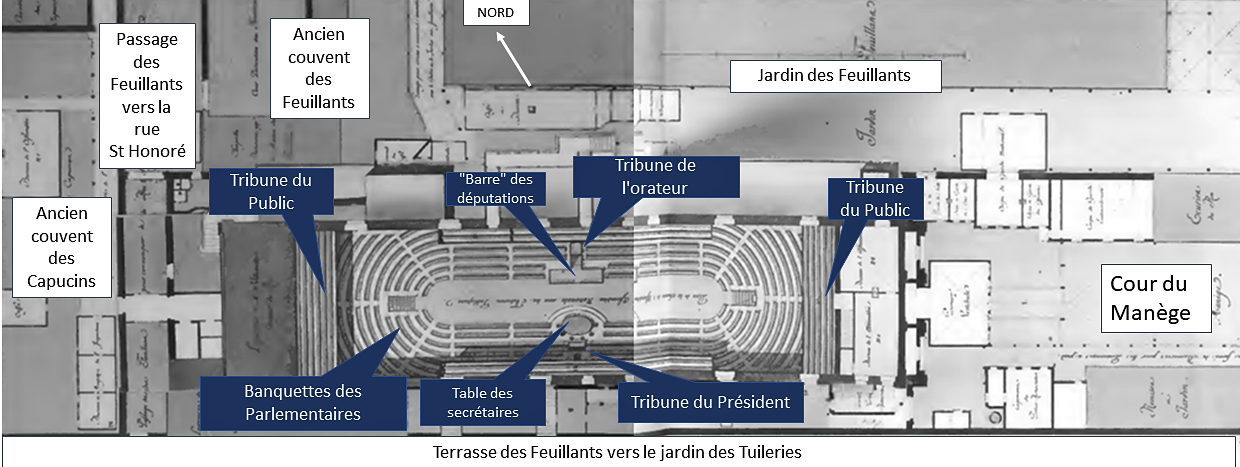
Plan de la salle du Manège des Tuileries en 1789 par Pierre-Adrien Pâris, architecte de l'Académie (Voir version agrandie).

Les parlementaires s'installent librement sur les banquettes posées sur six rangées de gradins élevés tout autour de la salle. Ces banquettes, pourvues d'un dossier, ont une assise rembourrée recouverte de maroquin vert.

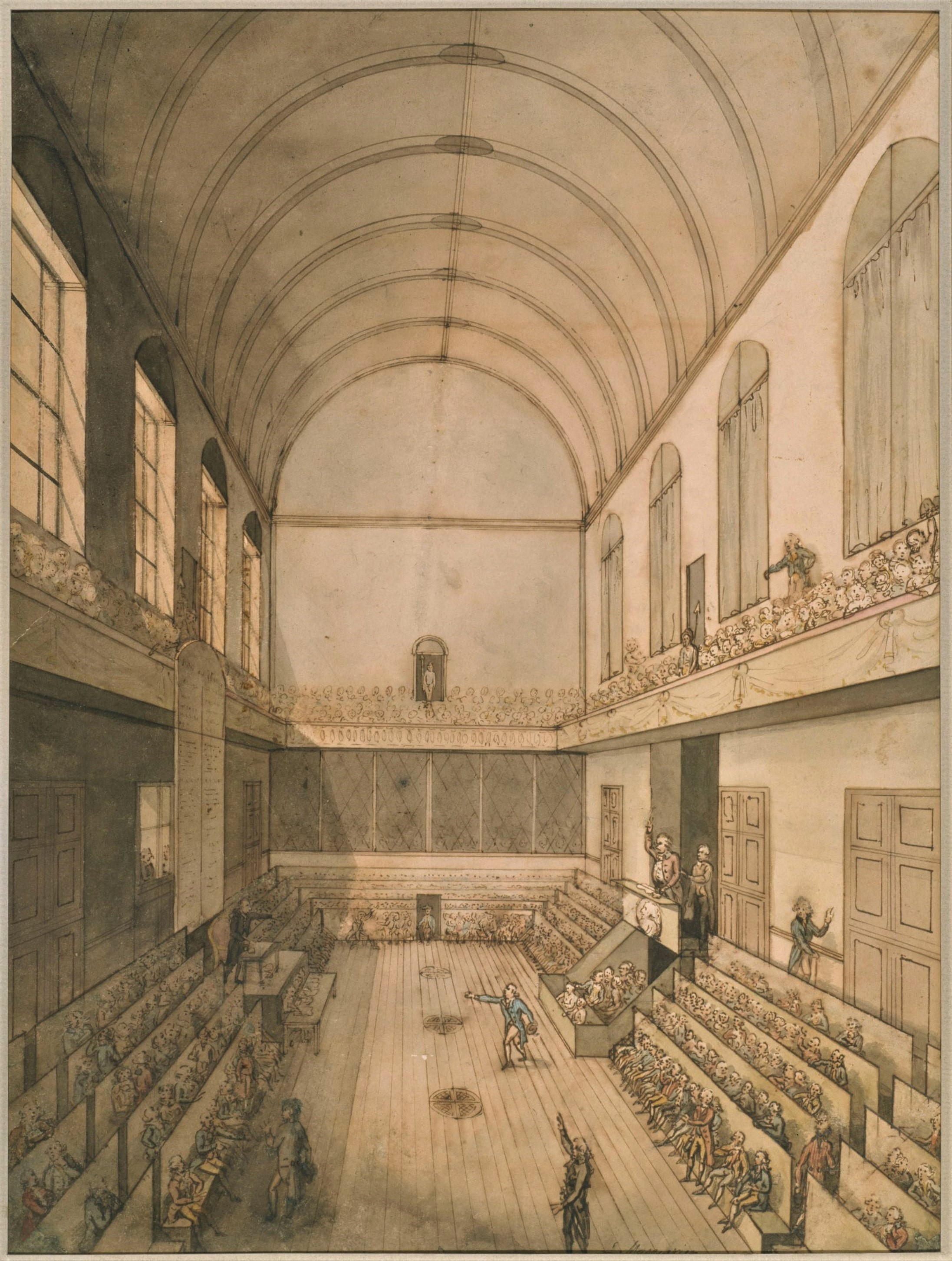
Séance à la salle du manège.

Les tribunes situées sur les petits côtés du rectangle aux deux extrémités de la salle sont ouvertes au public qui y accède librement par des escaliers extérieurs. Sur le grand côté Nord, au-dessus des gradins des députés, la tribune est réservée aux suppléants et aux députés des villes de commerce et à ceux de la Commune de Paris. On y accède, sur invitation d'un député et avec une carte, par un escalier extérieur au bout du passage couvert installé dans le jardin des Feuillants. La tribune Sud, côté terrasse des Feuillants est occupée par des députés et des personnes admises par le président. Ces quatre tribunes, elles-mêmes équipées de quelques gradins, bien entendu montés en bois, sont propices aux manifestations diverses et toujours bruyantes de celles et ceux qui n'hésitent pas à commenter les travaux de l'Assemblée
La salle est équipée de quatre ventilateurs, de deux gros poëles, de diffuseurs d'aromates, tous équipements destinés, selon les commissaires de la salle, à assurer un minimum de salubrité dans un local assez confiné où se tiennent chaque jour pendant une dizaine d'heures entre 500 et 1500 personnes.
De nombreux journalistes sollicitent l'autorisation d'assister aux séances et de prendre des notes. Ils sont accrédités nominativement par les commissaires de l'Assemblée Nationale et bénéficient de places réservées soit dans des loges aux quatre coins du plancher soit dans la tribune à côté du président. Un emplacement spécial est réservé aux rédacteurs de la Société du Logographe au motif qu'étant capables d'utiliser une toute nouvelle méthode de sténographie ils déclarent pouvoir prendre en note l'intégralité des débats et en remettre le texte au président. Le 15 novembre 1790, l'Assemblée les autorise à s'installer sur la tribune construite près du président, dans une petite loge grillagée qui, comme on l'indique ci-dessous, joue un rôle historique le 10 août 1792 .
Entretemps, des projets de transformation de la salle ont été étudiés pour tenir compte de la diminution du nombre de députés lors de la création de l'Assemblée législative. Le 1er octobre 1791, de 1200 à la Constituante les députés ne sont plus que 740. Quatremère de Quincy pense que le moment est donc venu d'adapter la configuration de la salle pour améliorer la compréhension des discours et débats. Sa proposition, ajournée et réexaminée le 8 décembre débouche le 27 décembre 1791 sur la décision de reconfigurer la salle, échanger l'emplacement des tribunes du président et de l'orateur, rapprocher les banquettes des députés et diminuer leur nombre. Il n'est pas certain que les dispositions proposées par Calon au nom du comité des inspecteurs de la salle et adoptées en séance aient été mises en œuvre. On peut en douter au vu des descriptions du procès de Louis XVI et en observant les gravures de cet événement.

### Autour du Manège: Les services des assemblées
La salle, elle-même déjà trop petite pour des réunions rassemblant potentiellement plus d'un millier de personnes, ne peut héberger aucun des services indispensables à une assemblée d'élus, à l'exception de deux salles situées du côté est, vers les Tuileries, où, comme l'indique le plan ci-dessus, peuvent se tenir le président et les secrétaires de séance.
Dans un premier temps, des pièces et quelques salles des grands bâtiments voisins, le couvent des Capucins et le couvent des Feuillants sont réquisitionnées en vertu du décret du 2 novembre 1789 mettant les biens du clergé à la disposition de la Nation. Des baraquements sont construits dans le jardin des Feuillants pour héberger les comités. Le 30 juillet 1790, l'Assemblée Nationale adopte un décret autorisant la Municipalité de Paris à faire évacuer le couvent des Capucins de la rue Saint-Honoré pour être employé au logement de plusieurs services de l'Assemblée et à l'installation, dans le réfectoire, de l'imprimerie de Baudouin, concessionnaire des travaux d'impression de l'Assemblée.
Les archives de l’Assemblée nationale sont logées dans la bibliothèque du couvent des Feuillants, le trésor des dons patriotiques dans le logement du prédicateur, le bureau du géographe dans le cloître.
Pour relier les bureaux à la salle de l’Assemblée nationale on a dressé, dans le jardin des Feuillants, un passage en planches, couvert de coutil rayé, qui mène à la porte du personnel. La grande porte à l'Est ouvre sur la cour du Manège (emplacement de l'actuelle rue de Rivoli) que bordent les salles abritant les corps de garde. Voir le plan ci-dessus dressé par G. Lenôtre.

### Le Manège, un haut-lieu de l'histoire politique de la France
- Emplacements et clivages politiques

Très tôt après avoir pris possession de leur nouveau lieu de débats, la vie politique se polarisant rapidement, les Constituants se regroupent dans la salle du Manège selon les sensibilités. Bon nombre de membres du clergé et du Tiers-Etat, dont plusieurs sont membres du Clubs des Augustins ou du Club des Capucins, siègent sur les bancs placés à droite de la tribune du président. La couleur de leurs vêtements les fait surnommer "les Noirs". Les "patriotes", souvent membres du Club des Jacobins, siègent sur les bancs placés à la gauche de cette même tribune présidentielle. Fin 1789, début 1790, on observe des mouvements symboliques de députés quittant les travées à la droite du président pour s'installer sur les travées à sa gauche. Ces mouvements obligent d'ailleurs le personnel de la salle à déplacer les bancs.
Sous la Convention, à partir d'octobre 1792, la disposition des députés est moins évidente. Les « Montagnards » choisissent les bancs les plus élevés à droite du président. De leur côté, les Girondins placent sur les bancs à gauche du président. Enfin, le tiers parti du « Marais », également appelé la « Plaine », occupe les rangs inférieurs, entre les deux autres groupes.

- Quelques dates remarquables
- 21 octobre 1790 : Décret de l'Assemblée nationale par lequel le drapeau tricolore remplace le drapeau blanc de la royauté.
- 28 avril 1791 : Louis XVI demande à l'Assemblée de le laisser se déplacer librement[41].
- 14 septembre 1791 :  Le roi prête serment à la Constitution devant l'Assemblée Nationale[42]. La reine est présente dans la loge du Logographe[43]
- 9 novembre 1791 : Décret de l'Assemblée Législative enjoignant aux émigrés de revenir en France avant le 1er janvier 1792.
- 10 août 1792 : Lors de la prise des Tuileries, la famille royale se réfugie à l'Assemblée.  Vergniaud, président de séance, autorise la famille royale à occuper la loge du Logographe séparée symboliquement de la salle par une grille, car la Constitution interdit au roi de se trouver dans la salle de l'assemblée pendant une séance[44].
- 21 septembre 1792 : Abolition de la royauté.
- 22 septembre 1792 : Proclamation de la République par décret de l'Assemblée. Les actes publics sont désormais datés à partir de l'an I de la République.
- 11 décembre 1792 : Début du procès de Louis XVI.
- 17 janvier 1793 : Résultat du vote sur la peine à infliger au roi.
- 20 janvier 1793 : Refus du sursis à l'exécution du jugement du roi par la Convention.
- 15-16 février 1793 : Condorcet présente un projet de Constitution finalement non adopté.
- 6 avril 1793 : Création du Comité de Salut Public par la Convention.
- 14 frimaire an V [4 décembre 1796], le Conseil des Cinq-Cents abroge une partie de la loi du 25 octobre 1795 contre les émigrés et les prêtres réfractaires.

## Une parenthèse militaire
La nécessité d'armer en masse les troupes envoyées aux frontières en 1793 conduit la Convention à installer des armureries dans plusieurs quartiers de Paris et principalement dans des bâtiments désaffectés. Les ci-devant couvents des Capucins et des Feuillants, libérés des comités et bureaux de l'Assemblée par leur transfert aux Tuileries, sont rapidement transformés en manufactures d'armes. Les fusils neufs peuvent être stockés dans la salle du Manège, vidée de ses parlementaires. L'architecte Pierre-Alexandre Vignon, inspecteur général des Bâtiments publics, est chargé de procéder aux transformations des volumes. Vignon précise lui-même que cette salle d'armes « contenait 130 000 fusils et offrait une nouveauté en ce genre par la disposition des rateliers qui couvraient la totalité de la voute d'armes, de manière qu'elle paraissait entièrement d'acier ; le service en était très facile. »
La fin de la législature de la Convention, la création de deux chambres par la Constitution de l'an III amènent  à refermer cette parenthèse militaire de la salle du Manège pour qu'elle puisse accueillir, le 28 octobre 1795, les représentants du Peuple assemblés cette fois en Conseil des Cinq-Cents.

## La fin du manège des Tuileries

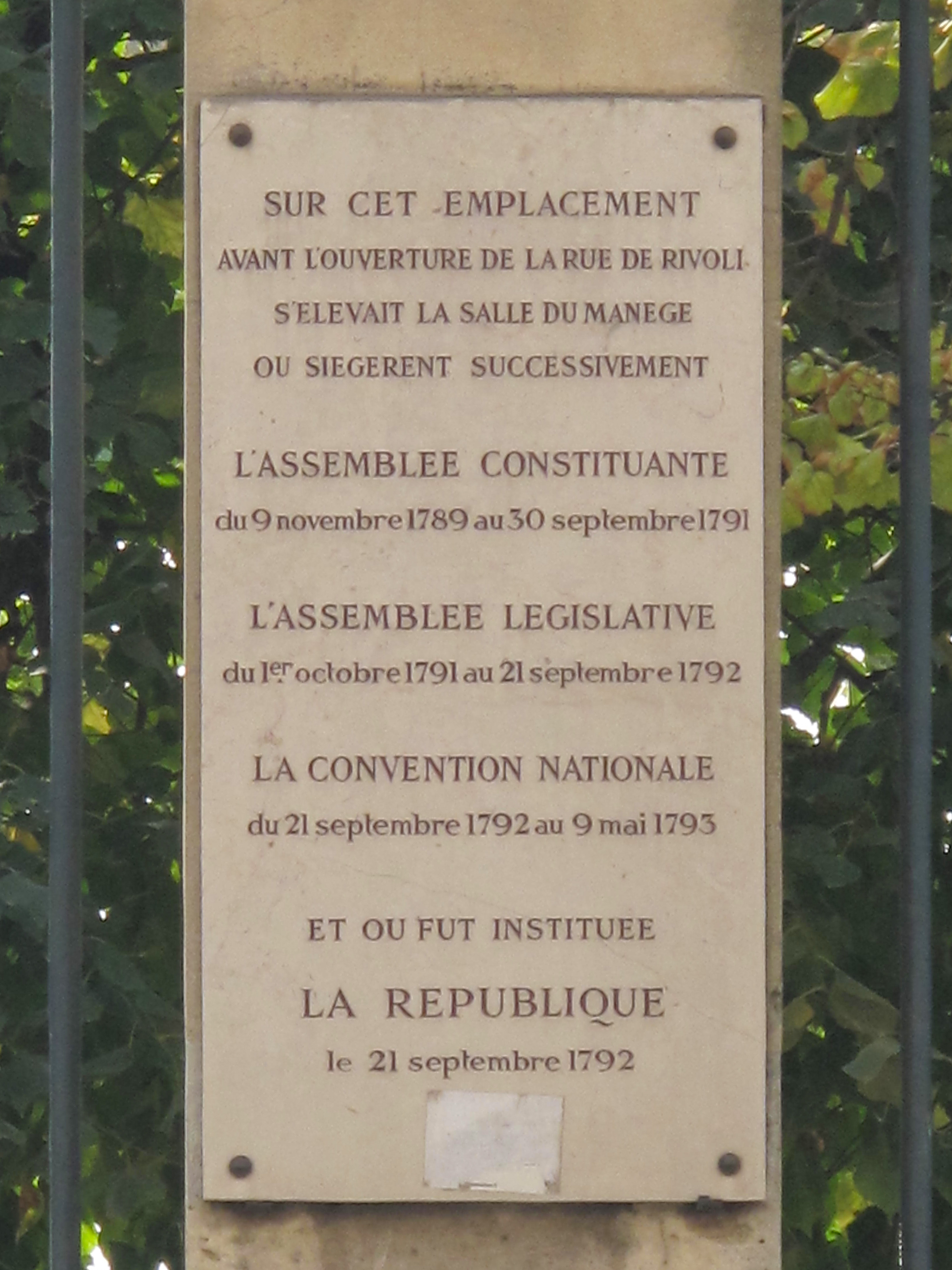
Plaque apposée sur les grilles du jardin des Tuileries, face au no 230 de la rue de Rivoli, signalant la présence de l’ancienne salle du Manège.

Après le transfert du Conseil des Cinq-Cents au palais Bourbon en janvier 1798, la salle du Manège reste sans affectation. C'est ce qui permet à la Réunion d'amis de la liberté et de l'égalité, résurgence déguisée et éphémère du Club des jacobins, d'occuper le manège pendant quelques semaines à partir du 18 messidor an VII (6 juillet 1799).
La salle perd à nouveau toute animation à la fin d'août 1799.
En 1802, son sort est scellé avec la décision de créer le long des Tuileries une grande artère qui doit prendre le nom de « rue de Rivoli ».
Le manège, mais aussi les couvents des Feuillants et des Capucins, sont donc démolis en 1804 lors du percement de la rue de Rivoli et de la rue de Castiglione. Une plaque commémorative est apposée sur la grille du jardin des Tuileries, face au débouché de la rue de Castiglione, à la hauteur de l'actuel no 230 de la rue de Rivoli.